# Antonio Gastón de Orleans-Braganza
Antonio de Orleans-Braganza (París, 9 de agosto de 1881 – Londres, 29 de noviembre de 1918) fue príncipe de Brasil, miembro de la familia imperial brasileña, el hijo menor de Isabel do Brasil y su esposo, el príncipe francés Gastão, Conde d'Eu, fue un militar y piloto que sirvió durante la Primera Guerra Mundial.

## Vida
Nació durante una visita de sus padres a Francia. Después de que su abuelo fuera depuesto en un golpe militar el 15 de noviembre de 1889, el príncipe Antonio, que entonces tenía 8 años, fue con su familia al exilio, primero en Portugal y luego en Normandía. Es en esta región, y más particularmente en el Castillo de Eu, comprado por su padre al conde de París, donde el príncipe pasa la mayor parte de su vida. 
Continuó sus estudios en la Academia Militar Teresiana en Wiener Neustadt. Su padre, el conde d'Eu, quería que se alistara en el ejército francés, pero una ley que prohibía que los miembros de la depuesta familia real francesa sirvieran en el ejército le impidió hacerlo. Después de graduarse, se desempeñó como teniente en los húsares del ejército austrohúngaro entre 1908 y 1914, ya que sus dos hermanos sirvieron bajo el emperador Francisco José I de Austria en varias ocasiones.
En 1914, sin embargo, el príncipe Antonio abandonó el ejército austrohúngaro porque se negó a luchar contra Francia, a la que consideraba su segundo país. Al igual que su hermano Luis, el príncipe Antonio solicitó permiso al rey Jorge V del Reino Unido para unirse a su ejército, lo que se le concedió. Se alistó en la Marina Británica, donde se desempeñó como piloto de línea aérea.
Falleció de sus heridas pocos días después de que su avión se estrellara en Edmonton, cerca de Londres, mientras el hacía maniobras aéreas militares ordinarias, tres días después del final de la guerra, de la cual había salido ileso. Había servido junto con los Dragones Reales Canadienses. Su muerte afecto profundamente a su madre.

## Distinciones honoríficas
Brasileñas
- Caballero Gran Cruz de la Imperial Orden de Pedro I.[3]
- Caballero Gran Cruz de la Imperial Orden de la Rosa.[3]
- Caballero Gran Cruz de la Imperial Orden de la Cruz del Sur.[3]
- Caballero Gran Cruz de la Orden Militar de Cristo.[3]

Extranjeras
- Caballero Gran Cordón de la Orden del Sol Naciente (Imperio de Japón).[3]
- Caballero gran cruz de la Orden de Carlos III (Reino de España).[3]
- Caballero Gran Cruz de la Orden del Mérito Civil (Reino de Bulgaria).[3]
- Caballero de la Legión de Honor (República Francesa, 1917).[3]
- Estrella de la Campaña 1914-1915 (Imperio británico, 1918).[3]
- Medalla de la Guerra Británica (Imperio británico, 1919).[3]
- Medalla de la Victoria Interaliada (Reino Unido, 1919).[3]
- Cruz Militar (Reino Unido).[3]
- Medalla Conmemorativa con Barras de la Rebelión de los Nativos de Natal (Sudáfrica, 1907).[3]